# Polyarny
Polyarny (Russo: Полярный), é uma cidade fechada localizada no Oblast de Murmansque, Rússia. Em 2010 a população da cidade era de 17.293 habitantes, e no ano de 1989 era de 27.635 habitantes.